# DJ Toomp
Aldrin Davis (nascido em 1970), mais conhecido pelo seu nome artístico DJ Toomp, é um DJ,  Produtor musical norte-americano de Atlanta, Georgia.